# Fossa Grande di Caldaro
La fossa grande di Caldaro (Großer Kalterer Graben in tedesco) è un corso d'acqua artificiale che scorre tra le provincie di Bolzano e Trento. È stata costruita nel 1774.
Nasce dal lago di Caldaro e da lì scorre verso sud, fungendo da fossa di drenaggio per il fondovalle e da fonte per l'irrigazione dei frutteti. Suo principale affluente è, a sud di Cortina sulla Strada del Vino, la fossa Piccola di Caldaro, canale artificiale coevo, anch'esso originante dal medesimo lago. Si getta nell'Adige presso San Michele all'Adige, dopo un percorso di 26 km.

## Altri progetti

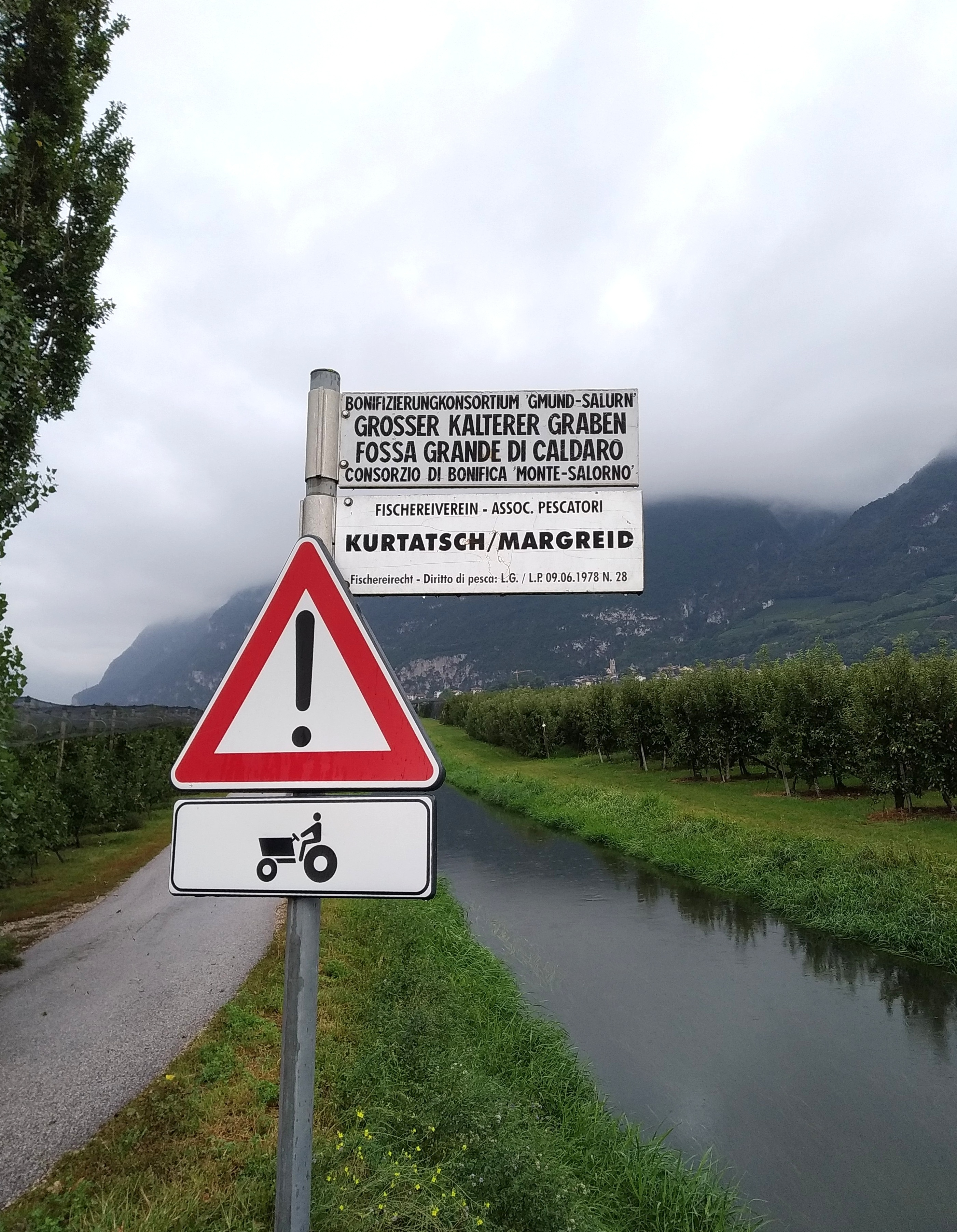
La Fossa a Cortaccia sulla Strada del Vino